# Dušan Kosič
Dušan Kosić, slovenski nogometaš in trener, * 23. april 1971, Ljubljana.
Kosič je večji del kariere igral v slovenski ligi za klube Svoboda, Beltinci, Vevče, Olimpija, Korotan Prevalje in Rudar Velenje. Skupno je v prvi slovenski ligi odigral rekordnih 421 prvenstvenih tekem in dosegel 80 golov, rekorder je tudi po prvenstvenih nastopih za originalno Olimpijo z 235-imi. Ob tem je igral še v srbski in avstrijski ligi.Za slovensko reprezentanco je med letoma 1992 in 1994 odigral pet uradnih tekem.
Leta 2010 je postal trener Krškega, v letih 2010 in 2011 je vodil Olimpijo, od leta 2017 pa vodi Celje s katerim je v sezoni 2019/2020 osvojil naslov državnega prvaka Slovenije in to kar prvič v zgodovini kluba.